# Gmina zbiorowa Am Dobrock
Gmina zbiorowa Am Dobrock (niem. Samtgemeinde Am Dobrock) – dawna gmina zbiorowa położona w niemieckim kraju związkowym Dolna Saksonia, w powiecie Cuxhaven. Siedziba administracji gminy zbiorowej znajdowała się w miejscowości Cadenberge. 1 listopada 2016 gmina zbiorowa połączona została z gminą zbiorową Land Hadeln, tworząc gminę zbiorową Land Hadeln.

## Podział administracyjny
Do gminy zbiorowej Am Dobrock należało siedem gmin, w tym jedno miasto (niem. Flecken):
1. Belum
2. Bülkau
3. Cadenberge
4. Geversdorf
5. Neuhaus (Oste), miasto
6. Oberndorf
7. Wingst